# Campeonato de Fútbol de Costa Rica 1977
La temporada 1977 de la Primera División fue la 58.ª edición de la máxima categoría del sistema de Ligas costarricenses de fútbol.

## Sistema de competición
El campeonato nacional de la primera división se disputó en una etapa de clasificación inicial bajo el formato de todos contra todos a cuatro vueltas, con partidos de visita recíproca y taquillas propias. Participaron once equipos, agrupados en un único grupo.
La clasificación se estableció con base en los puntos obtenidos por los equipos en cada enfrentamiento, a razón de dos puntos por partido ganado, uno por empate y cero en caso de derrota.
Al finalizar esta fase de clasificación, los cinco mejores equipos accedieron a una pentagonal final por el título, disputada a dos vueltas. En paralelo, los seis equipos restantes fueron agrupados en una heptagonal junto con el campeón de la segunda división de la temporada, sumando así siete participantes. Esta fase definió los tres equipos que descendieron a segunda división al concluir la heptagonal.
El equipo que finalizó en primer lugar tras las cuatro vueltas de la etapa de clasificación disputó el título de campeón nacional ante el equipo que ocupó el primer lugar en la pentagonal. Esta final se llevó a cabo en una serie de dos partidos, con opción a un tercero si fuese necesario. En caso de que un mismo equipo finalizara en el primer lugar tanto de la clasificación general como de la pentagonal, se proclamaba automáticamente campeón nacional. El subcampeonato sería otorgado al segundo lugar de la pentagonal.
En caso de empate en puntos en cualquiera de las fases del campeonato, se aplicaban los siguientes criterios de desempate: primero, la mayor cantidad de goles a favor; luego, la menor cantidad de goles en contra; si persistía la igualdad, se disputaba un partido extra en cancha neutral designada por el comité de competición. De mantenerse el empate, se procedía a jugar dos tiempos extra de quince minutos cada uno. Si aún no se definía un ganador, se recurría a una tanda de penales, de conformidad con lo establecido por la FIFA.

## Información de los equipos
Tomaron parte en el torneo doce clubes.
| Equipo       | Ciudad     | Estadio          |
| ------------ | ---------- | ---------------- |
| Alajuelense  | Alajuela   | Morera Soto      |
| Cartaginés   | Cartago    | "Fello" Meza     |
| Guanacasteca | Nicoya     | Chorotega        |
| Herediano    | Heredia    | Rosabal Cordero  |
| Limonense    | Limón      | Juan Gobán       |
| México       | San José   | Ricardo Saprissa |
| Puntarenas   | Puntarenas | "Lito" Pérez     |
| Ramonense    | San Ramón  | Guillermo Vargas |
| San Carlos   | San Carlos | Carlos Ugalde    |
| Saprissa     | Tibás      | Ricardo Saprissa |
| Turrialba    | Turrialba  | Rafael Camacho   |
| Universidad  | San José   | Nacional         |

### Relevo de plazas
| Descendido a Segunda División |
| ----------------------------- |
| No hubo                       |

| Ascendido de Segunda División         |
| ------------------------------------- |
| Municipal Puntarenas                  |
| A. D. San Carlos (para la heptagonal) |

## Clasificación
| Pos. | Equipo                    | Pts. | PJ | G  | E  | P  | GF | GC | Dif. | Notas                      |
| ---- | ------------------------- | ---- | -- | -- | -- | -- | -- | -- | ---- | -------------------------- |
| 1    | C. S. Cartaginés          | 56   | 40 | 21 | 14 | 5  | 67 | 24 | +43  | Pentagonal por el título   |
| 2    | L. D. Alajuelense         | 52   | 40 | 22 | 8  | 10 | 65 | 35 | +30  | Pentagonal por el título   |
| 3    | Deportivo Saprissa        | 50   | 40 | 18 | 14 | 8  | 67 | 36 | +31  | Pentagonal por el título   |
| 4    | C. S. Herediano           | 48   | 40 | 17 | 14 | 9  | 52 | 36 | +16  | Pentagonal por el título   |
| 5    | Deportivo México          | 46   | 40 | 16 | 14 | 10 | 51 | 39 | +12  | Pentagonal por el título   |
| 6    | A. D. Guanacasteca        | 43   | 40 | 15 | 13 | 12 | 53 | 44 | +9   | Heptagonal del no descenso |
| 7    | Municipal Turrialba       | 33   | 39 | 12 | 9  | 18 | 45 | 61 | −16  | Heptagonal del no descenso |
| 8    | Municipal Puntarenas      | 32   | 39 | 12 | 8  | 19 | 43 | 61 | −18  | Heptagonal del no descenso |
| 9    | A. D. Ramonense           | 32   | 40 | 10 | 12 | 18 | 42 | 64 | −22  | Heptagonal del no descenso |
| 10   | Universidad de Costa Rica | 28   | 40 | 10 | 8  | 22 | 45 | 73 | −28  | Heptagonal del no descenso |
| 11   | A. D. Limonense           | 18   | 40 | 6  | 6  | 28 | 32 | 86 | −54  | Heptagonal del no descenso |

 Fuente: La Nación
Criterios de clasificación: Puntos · Diferencia de goles · Goles a favor

## Resultados
El calendario de los partidos se dio a conocer el 21 de marzo de 1977. Los horarios corresponden al tiempo de Costa Rica (UTC-6).
| Jornada 1    | Jornada 1 | Jornada 1  | Jornada 1        | Jornada 1   | Jornada 1 |
| Local        | Resultado | Visitante  | Estadio          | Fecha       | Hora      |
| ------------ | --------- | ---------- | ---------------- | ----------- | --------- |
| Alajuelense  | 5 - 0     | Ramonense  | Morera Soto      | 27 de marzo | 11:00     |
| Guanacasteca | 2 - 0     | Puntarenas | Chorotega        | 27 de marzo | 11:00     |
| Universidad  | 2 - 2     | Limonense  | Ricardo Saprissa | 6 de abril  | 18:30     |
| Saprissa     | 0 - 1     | Turrialba  | Ricardo Saprissa | 6 de abril  | 20:30     |
| México       | 2 - 2     | Herediano  | Ricardo Saprissa | 4 de mayo   | 20:00     |

| Jornada 2 | Jornada 2 | Jornada 2    | Jornada 2        | Jornada 2   | Jornada 2 |
| Local     | Resultado | Visitante    | Estadio          | Fecha       | Hora      |
| --------- | --------- | ------------ | ---------------- | ----------- | --------- |
| Herediano | 1 - 0     | Puntarenas   | Rosabal Cordero  | 30 de marzo | 20:00     |
| México    | 2 - 1     | Alajuelense  | Ricardo Saprissa | 3 de abril  | 11:00     |
| Ramonense | 2 - 1     | Limonense    | Guillermo Vargas | 3 de abril  | 11:00     |
| Turrialba | 0 - 0     | Guanacasteca | Rafael Camacho   | 3 de abril  | 11:00     |
| Saprissa  | 0 - 1     | Cartaginés   | Ricardo Saprissa | 13 de abril | 20:00     |

| Jornada 3    | Jornada 3 | Jornada 3  | Jornada 3       | Jornada 3   | Jornada 3 |
| Local        | Resultado | Visitante  | Estadio         | Fecha       | Hora      |
| ------------ | --------- | ---------- | --------------- | ----------- | --------- |
| Guanacasteca | 2 - 1     | Saprissa   | Chorotega       | 10 de abril | 11:00     |
| Universidad  | 1 - 0     | Turrialba  | Morera Soto     | 11 de abril | 13:30     |
| Alajuelense  | 3 - 0     | Puntarenas | Morera Soto     | 11 de abril | 15:30     |
| Cartaginés   | 4 - 0     | Limonense  | "Fello" Meza    | 11 de mayo  | 20:00     |
| Herediano    | 2 - 2     | Ramonense  | Rosabal Cordero | 11 de mayo  | 20:00     |

| Jornada 4  | Jornada 4 | Jornada 4    | Jornada 4        | Jornada 4   | Jornada 4 |
| Local      | Resultado | Visitante    | Estadio          | Fecha       | Hora      |
| ---------- | --------- | ------------ | ---------------- | ----------- | --------- |
| Puntarenas | 0 - 1     | Cartaginés   | "Lito" Pérez     | 6 de abril  | 20:00     |
| Saprissa   | 1 - 2     | Universidad  | Ricardo Saprissa | 17 de abril | 11:00     |
| Turrialba  | 3 - 1     | Alajuelense  | Rafael Camacho   | 17 de abril | 11:00     |
| Herediano  | 0 - 0     | Guanacasteca | Rosabal Cordero  | 17 de abril | 11:00     |
| México     | 0 - 1     | Ramonense    | Ricardo Saprissa | 20 de abril | 20:00     |

| Jornada 5    | Jornada 5 | Jornada 5  | Jornada 5        | Jornada 5   | Jornada 5 |
| Local        | Resultado | Visitante  | Estadio          | Fecha       | Hora      |
| ------------ | --------- | ---------- | ---------------- | ----------- | --------- |
| Universidad  | 0 - 1     | México     | Morera Soto      | 30 de marzo | 20:00     |
| Ramonense    | 0 - 0     | Puntarenas | Guillermo Vargas | 24 de abril | 11:00     |
| Limonense    | 0 - 3     | Turrialba  | Ebal Rodríguez   | 24 de abril | 11:00     |
| Alajuelense  | 0 - 2     | Saprissa   | Morera Soto      | 24 de abril | 11:00     |
| Guanacasteca | 0 - 0     | Cartaginés | Chorotega        | 24 de abril | 11:00     |

| Jornada 6  | Jornada 6 | Jornada 6    | Jornada 6        | Jornada 6   | Jornada 6 |
| Local      | Resultado | Visitante    | Estadio          | Fecha       | Hora      |
| ---------- | --------- | ------------ | ---------------- | ----------- | --------- |
| México     | 0 - 0     | Guanacasteca | Ricardo Saprissa | 27 de abril | 20:00     |
| Cartaginés | 2 - 0     | Universidad  | "Fello" Meza     | 1 de mayo   | 11:00     |
| Herediano  | 1 - 1     | Alajuelense  | Rosabal Cordero  | 1 de mayo   | 11:00     |
| Saprissa   | 4 - 0     | Limonense    | Ricardo Saprissa | 1 de mayo   | 11:00     |
| Turrialba  | 3 - 0     | Ramonense    | Rafael Camacho   | 1 de mayo   | 11:00     |

| Jornada 7   | Jornada 7 | Jornada 7    | Jornada 7        | Jornada 7   | Jornada 7 |
| Local       | Resultado | Visitante    | Estadio          | Fecha       | Hora      |
| ----------- | --------- | ------------ | ---------------- | ----------- | --------- |
| Cartaginés  | 0 - 1     | Herediano    | "Fello" Meza     | 10 de abril | 11:00     |
| Alajuelense | 4 - 2     | Limonense    | Morera Soto      | 20 de abril | 20:00     |
| Puntarenas  | 1 - 3     | Saprissa     | "Lito" Pérez     | 4 de mayo   | 20:00     |
| México      | 2 - 2     | Turrialba    | Morera Soto      | 8 de mayo   | 11:00     |
| Universidad | 1 - 0     | Guanacasteca | Ricardo Saprissa | 18 de mayo  | 18:15     |

| Jornada 8    | Jornada 8 | Jornada 8   | Jornada 8        | Jornada 8   | Jornada 8 |
| Local        | Resultado | Visitante   | Estadio          | Fecha       | Hora      |
| ------------ | --------- | ----------- | ---------------- | ----------- | --------- |
| Herediano    | 1 - 1     | Universidad | Rosabal Cordero  | 20 de abril | 20:00     |
| Puntarenas   | 0 - 0     | México      | "Lito" Pérez     | 1 de mayo   | 11:00     |
| Guanacasteca | 0 - 2     | Limonense   | Chorotega        | 8 de mayo   | 11:00     |
| Alajuelense  | 2 - 1     | Cartaginés  | Morera Soto      | 8 de mayo   | 11:00     |
| Saprissa     | 0 - 0     | Ramonense   | Ricardo Saprissa | 18 de mayo  | 20:00     |

| Jornada 9   | Jornada 9 | Jornada 9   | Jornada 9        | Jornada 9   | Jornada 9 |
| Local       | Resultado | Visitante   | Estadio          | Fecha       | Hora      |
| ----------- | --------- | ----------- | ---------------- | ----------- | --------- |
| Herediano   | 1 - 0     | Turrialba   | Rosabal Cordero  | 13 de abril | 20:00     |
| Puntarenas  | 3 - 1     | Limonense   | "Lito" Pérez     | 17 de abril | 11:00     |
| Alajuelense | 2 - 1     | Universidad | Morera Soto      | 27 de abril | 20:00     |
| Ramonense   | 0 - 0     | Cartaginés  | Guillermo Vargas | 15 de mayo  | 11:00     |
| Saprissa    | 1 - 1     | México      | Ricardo Saprissa | 15 de mayo  | 11:00     |

| Jornada 10 | Jornada 10 | Jornada 10   | Jornada 10       | Jornada 10  | Jornada 10 |
| Local      | Resultado  | Visitante    | Estadio          | Fecha       | Hora       |
| ---------- | ---------- | ------------ | ---------------- | ----------- | ---------- |
| Cartaginés | 3 - 0      | Turrialba    | "Fello" Meza     | 27 de marzo | 11:00      |
| Puntarenas | 1 - 3      | Universidad  | "Lito" Pérez     | 3 de abril  | 11:00      |
| México     | 2 - 0      | Limonense    | Ricardo Saprissa | 10 de abril | 11:00      |
| Ramonense  | 1 - 2      | Guanacasteca | "Lito" Pérez     | 13 de abril | 20:00      |
| Herediano  | 1 - 0      | Saprissa     | Rosabal Cordero  | 8 de mayo   | 11:00      |

| Jornada 11   | Jornada 11 | Jornada 11  | Jornada 11       | Jornada 11  | Jornada 11 |
| Local        | Resultado  | Visitante   | Estadio          | Fecha       | Hora       |
| ------------ | ---------- | ----------- | ---------------- | ----------- | ---------- |
| Cartaginés   | 1 - 1      | México      | "Fello" Meza     | 17 de abril | 11:00      |
| Ramonense    | 1 - 2      | Universidad | Guillermo Vargas | 8 de mayo   | 11:00      |
| Limonense    | 0 - 5      | Herediano   | Ricardo Saprissa | 15 de mayo  | 09:00      |
| Guanacasteca | 1 - 0      | Alajuelense | Chorotega        | 15 de mayo  | 11:00      |
| Turrialba    | 1 - 2      | Puntarenas  | Rafael Camacho   | 15 de mayo  | 11:00      |

| Jornada 12 | Jornada 12 | Jornada 12   | Jornada 12       | Jornada 12 | Jornada 12 |
| Local      | Resultado  | Visitante    | Estadio          | Fecha      | Hora       |
| ---------- | ---------- | ------------ | ---------------- | ---------- | ---------- |
| Ramonense  | 1 - 1      | Alajuelense  | Guillermo Vargas | 29 de mayo | 11:00      |
| Limonense  | 2 - 1      | Universidad  | Juan Gobán       | 29 de mayo | 11:00      |
| Puntarenas | 2 - 2      | Guanacasteca | "Lito" Pérez     | 29 de mayo | 11:00      |
| Turrialba  | 1 - 1      | Saprissa     | Rafael Camacho   | 29 de mayo | 11:00      |
| Herediano  | 0 - 0      | México       | Rosabal Cordero  | 6 de julio | 20:00      |

| Jornada 13   | Jornada 13 | Jornada 13 | Jornada 13   | Jornada 13 | Jornada 13 |
| Local        | Resultado  | Visitante  | Estadio      | Fecha      | Hora       |
| ------------ | ---------- | ---------- | ------------ | ---------- | ---------- |
| Alajuelense  | 0 - 2      | México     | Morera Soto  | 5 de junio | 11:00      |
| Limonense    | 1 - 4      | Ramonense  | Juan Gobán   | 5 de junio | 11:00      |
| Cartaginés   | 0 - 0      | Saprissa   | "Fello" Meza | 5 de junio | 11:00      |
| Guanacasteca | 1 - 2      | Turrialba  | Chorotega    | 5 de junio | 11:00      |
| Puntarenas   | 3 - 2      | Herediano  | "Lito" Pérez | 5 de junio | 11:00      |

| Jornada 14 | Jornada 14 | Jornada 14   | Jornada 14       | Jornada 14  | Jornada 14 |
| Local      | Resultado  | Visitante    | Estadio          | Fecha       | Hora       |
| ---------- | ---------- | ------------ | ---------------- | ----------- | ---------- |
| Saprissa   | 1 - 1      | Guanacasteca | Ricardo Saprissa | 8 de junio  | 20:00      |
| Puntarenas | 1 - 0      | Alajuelense  | "Lito" Pérez     | 12 de junio | 11:00      |
| Turrialba  | 3 - 0      | Universidad  | Rafael Camacho   | 12 de junio | 11:00      |
| Limonense  | 0 - 2      | Cartaginés   | Juan Gobán       | 12 de junio | 11:00      |
| Ramonense  | 2 - 1      | Herediano    | Guillermo Vargas | 26 de junio | 11:00      |

| Jornada 15   | Jornada 15 | Jornada 15 | Jornada 15       | Jornada 15  | Jornada 15 |
| Local        | Resultado  | Visitante  | Estadio          | Fecha       | Hora       |
| ------------ | ---------- | ---------- | ---------------- | ----------- | ---------- |
| Universidad  | 1 - 1      | Saprissa   | Ricardo Saprissa | 19 de junio | 11:00      |
| Ramonense    | 0 - 1      | México     | Guillermo Vargas | 19 de junio | 11:00      |
| Alajuelense  | 2 - 0      | Turrialba  | Morera Soto      | 19 de junio | 11:00      |
| Guanacasteca | 0 - 2      | Herediano  | Chorotega        | 19 de junio | 11:00      |
| Cartaginés   | 0 - 2      | Puntarenas | "Fello" Meza     | 29 de junio | 12:00      |

| Jornada 16 | Jornada 16 | Jornada 16   | Jornada 16       | Jornada 16  | Jornada 16 |
| Local      | Resultado  | Visitante    | Estadio          | Fecha       | Hora       |
| ---------- | ---------- | ------------ | ---------------- | ----------- | ---------- |
| Puntarenas | 1 - 3      | Ramonense    | "Lito" Pérez     | 22 de junio | 20:00      |
| Turrialba  | 3 - 1      | Limonense    | Rafael Camacho   | 26 de junio | 11:00      |
| Saprissa   | 0 - 3      | Alajuelense  | Ricardo Saprissa | 26 de junio | 11:00      |
| Cartaginés | 4 - 1      | Guanacasteca | "Fello" Meza     | 26 de junio | 11:00      |
| México     | 1 - 1      | Universidad  | Ricardo Saprissa | 29 de junio | 11:30      |

| Jornada 17   | Jornada 17 | Jornada 17 | Jornada 17       | Jornada 17 | Jornada 17 |
| Local        | Resultado  | Visitante  | Estadio          | Fecha      | Hora       |
| ------------ | ---------- | ---------- | ---------------- | ---------- | ---------- |
| Universidad  | 0 - 3      | Cartaginés | Nacional         | 3 de julio | 11:00      |
| Alajuelense  | 1 - 1      | Herediano  | Morera Soto      | 3 de julio | 11:00      |
| Limonense    | 0 - 4      | Saprissa   | Juan Gobán       | 3 de julio | 11:00      |
| Ramonense    | 1 - 2      | Turrialba  | Guillermo Vargas | 3 de julio | 11:00      |
| Guanacasteca | 1 - 3      | México     | Chorotega        | 3 de julio | 11:00      |

| Jornada 18   | Jornada 18 | Jornada 18  | Jornada 18       | Jornada 18  | Jornada 18 |
| Local        | Resultado  | Visitante   | Estadio          | Fecha       | Hora       |
| ------------ | ---------- | ----------- | ---------------- | ----------- | ---------- |
| Saprissa     | 3 - 1      | Puntarenas  | Ricardo Saprissa | 6 de julio  | 20:00      |
| Turrialba    | 1 - 2      | México      | Rafael Camacho   | 10 de julio | 11:00      |
| Guanacasteca | 2 - 1      | Universidad | Chorotega        | 10 de julio | 11:00      |
| Limonense    | 2 - 2      | Alajuelense | Juan Gobán       | 10 de julio | 11:00      |
| Herediano    | 0 - 0      | Cartaginés  | Rosabal Cordero  | 10 de julio | 11:00      |

| Jornada 19   | Jornada 19 | Jornada 19  | Jornada 19       | Jornada 19  | Jornada 19 |
| Local        | Resultado  | Visitante   | Estadio          | Fecha       | Hora       |
| ------------ | ---------- | ----------- | ---------------- | ----------- | ---------- |
| Herediano    | 0 - 0      | Universidad | Rosabal Cordero  | 9 de junio  | 11:00      |
| Ramonense    | 0 - 1      | Saprissa    | Guillermo Vargas | 12 de junio | 11:00      |
| México       | 0 - 1      | Puntarenas  | Ricardo Saprissa | 17 de julio | 11:00      |
| Guanacasteca | 2 - 0      | Limonense   | Chorotega        | 17 de julio | 11:00      |
| Cartaginés   | 2 - 0      | Alajuelense | "Fello" Meza     | 17 de julio | 11:00      |

| Jornada 20  | Jornada 20 | Jornada 20  | Jornada 20       | Jornada 20  | Jornada 20 |
| Local       | Resultado  | Visitante   | Estadio          | Fecha       | Hora       |
| ----------- | ---------- | ----------- | ---------------- | ----------- | ---------- |
| Cartaginés  | 2 - 2      | Ramonense   | "Fello" Meza     | 13 de julio | 20:00      |
| Turrialba   | 1 - 1      | Herediano   | Rafael Camacho   | 17 de julio | 11:00      |
| México      | 1 - 2      | Saprissa    | Ricardo Saprissa | 20 de julio | 20:00      |
| Universidad | 1 - 1      | Alajuelense | Nacional         | 24 de julio | 11:00      |
| Limonense   | 0 - 1      | Puntarenas  | Juan Gobán       | 24 de julio | 11:00      |

| Jornada 21   | Jornada 21 | Jornada 21 | Jornada 21        | Jornada 21  | Jornada 21 |
| Local        | Resultado  | Visitante  | Estadio           | Fecha       | Hora       |
| ------------ | ---------- | ---------- | ----------------- | ----------- | ---------- |
| México       | 3 - 1      | Limonense  | Ricardo Saprissa  | 15 de junio | 20:00      |
| Universidad  | 4 - 2      | Puntarenas | Nacional          | 15 de junio | 20:00      |
| Saprissa     | 1 - 1      | Herediano  | Ricardo Saprissa  | 13 de julio | 20:00      |
| Guanacasteca | 5 - 1      | Ramonense  | Edgardo Baltodano | 24 de julio | 11:00      |
| Turrialba    | 1 - 1      | Cartaginés | Rafael Camacho    | 24 de julio | 11:00      |

| Jornada 22  | Jornada 22 | Jornada 22   | Jornada 22       | Jornada 22  | Jornada 22 |
| Local       | Resultado  | Visitante    | Estadio          | Fecha       | Hora       |
| ----------- | ---------- | ------------ | ---------------- | ----------- | ---------- |
| México      | 0 - 0      | Cartaginés   | Ricardo Saprissa | 22 de junio | 20:00      |
| Herediano   | 1 - 0      | Limonense    | Rosabal Cordero  | 29 de junio | 12:00      |
| Alajuelense | 1 - 0      | Guanacasteca | Morera Soto      | 20 de julio | 20:00      |
| Universidad | 1 - 3      | Ramonense    | Nacional         | 27 de julio | 20:00      |
| Puntarenas  | 1 - 1      | Turrialba    | Rosabal Cordero  | 27 de julio | 20:00      |

| Jornada 23   | Jornada 23 | Jornada 23 | Jornada 23       | Jornada 23      | Jornada 23 |
| Local        | Resultado  | Visitante  | Estadio          | Fecha           | Hora       |
| ------------ | ---------- | ---------- | ---------------- | --------------- | ---------- |
| Alajuelense  | 1 - 1      | Ramonense  | Morera Soto      | 31 de julio     | 11:00      |
| Guanacasteca | 0 - 0      | Puntarenas | Chorotega        | 31 de julio     | 11:00      |
| Saprissa     | 6 - 0      | Turrialba  | Ricardo Saprissa | 31 de julio     | 11:00      |
| Universidad  | 1 - 1      | Limonense  | Nacional         | 10 de agosto    | 20:00      |
| México       | 1 - 0      | Herediano  | Ricardo Saprissa | 7 de septiembre | 18:30      |

| Jornada 24 | Jornada 24 | Jornada 24   | Jornada 24       | Jornada 24       | Jornada 24 |
| Local      | Resultado  | Visitante    | Estadio          | Fecha            | Hora       |
| ---------- | ---------- | ------------ | ---------------- | ---------------- | ---------- |
| Herediano  | 1 - 0      | Puntarenas   | Rosabal Cordero  | 3 de agosto      | 20:00      |
| México     | 0 - 2      | Alajuelense  | Nacional         | 7 de agosto      | 11:00      |
| Ramonense  | 3 - 1      | Limonense    | Guillermo Vargas | 7 de agosto      | 11:00      |
| Turrialba  | 0 - 1      | Guanacasteca | Rafael Camacho   | 7 de agosto      | 11:00      |
| Saprissa   | 1 - 1      | Cartaginés   | Ricardo Saprissa | 25 de septiembre | 11:00      |

| Jornada 25   | Jornada 25 | Jornada 25 | Jornada 25      | Jornada 25       | Jornada 25 |
| Local        | Resultado  | Visitante  | Estadio         | Fecha            | Hora       |
| ------------ | ---------- | ---------- | --------------- | ---------------- | ---------- |
| Guanacasteca | 1 - 1      | Saprissa   | Chorotega       | 14 de agosto     | 11:00      |
| Alajuelense  | 2 - 0      | Puntarenas | Morera Soto     | 14 de agosto     | 11:00      |
| Universidad  | 0 - 0      | Turrialba  | Nacional        | 14 de agosto     | 11:00      |
| Cartaginés   | 2 - 0      | Limonense  | "Fello" Meza    | 15 de septiembre | 12:00      |
| Herediano    | 4 - 2      | Ramonense  | Rosabal Cordero | 21 de septiembre | 20:00      |

| Jornada 26 | Jornada 26 | Jornada 26   | Jornada 26       | Jornada 26       | Jornada 26 |
| Local      | Resultado  | Visitante    | Estadio          | Fecha            | Hora       |
| ---------- | ---------- | ------------ | ---------------- | ---------------- | ---------- |
| Puntarenas | 2 - 2      | Cartaginés   | "Lito" Pérez     | 10 de agosto     | 20:00      |
| Turrialba  | 1 - 2      | Alajuelense  | Rafael Camacho   | 21 de agosto     | 11:00      |
| México     | 2 - 1      | Ramonense    | Ricardo Saprissa | 24 de agosto     | 20:00      |
| Herediano  | 1 - 1      | Guanacasteca | Rosabal Cordero  | 25 de agosto     | 20:00      |
| Saprissa   | 4 - 1      | Universidad  | Ricardo Saprissa | 15 de septiembre | 11:00      |

| Jornada 27   | Jornada 27 | Jornada 27 | Jornada 27       | Jornada 27   | Jornada 27 |
| Local        | Resultado  | Visitante  | Estadio          | Fecha        | Hora       |
| ------------ | ---------- | ---------- | ---------------- | ------------ | ---------- |
| Universidad  | 1 - 2      | México     | Nacional         | 3 de agosto  | 20:00      |
| Ramonense    | 0 - 1      | Puntarenas | Guillermo Vargas | 28 de agosto | 11:00      |
| Limonense    | 0 - 1      | Turrialba  | Juan Gobán       | 28 de agosto | 11:00      |
| Alajuelense  | 0 - 3      | Saprissa   | Ricardo Saprissa | 28 de agosto | 11:00      |
| Guanacasteca | 2 - 3      | Cartaginés | Chorotega        | 28 de agosto | 11:00      |

| Jornada 28 | Jornada 28 | Jornada 28   | Jornada 28       | Jornada 28      | Jornada 28 |
| Local      | Resultado  | Visitante    | Estadio          | Fecha           | Hora       |
| ---------- | ---------- | ------------ | ---------------- | --------------- | ---------- |
| México     | 1 - 1      | Guanacasteca | Ricardo Saprissa | 31 de agosto    | 20:00      |
| Cartaginés | 4 - 0      | Universidad  | "Fello" Meza     | 4 de septiembre | 11:00      |
| Herediano  | 1 - 0      | Alajuelense  | Rosabal Cordero  | 4 de septiembre | 11:00      |
| Saprissa   | 2 - 1      | Limonense    | Ricardo Saprissa | 4 de septiembre | 11:00      |
| Turrialba  | 4 - 3      | Ramonense    | Rafael Camacho   | 4 de septiembre | 11:00      |

| Jornada 29  | Jornada 29 | Jornada 29   | Jornada 29       | Jornada 29       | Jornada 29 |
| Local       | Resultado  | Visitante    | Estadio          | Fecha            | Hora       |
| ----------- | ---------- | ------------ | ---------------- | ---------------- | ---------- |
| Universidad | 1 - 4      | Guanacasteca | Morera Soto      | 21 de agosto     | 11:00      |
| Alajuelense | 3 - 2      | Limonense    | Morera Soto      | 24 de agosto     | 20:00      |
| Cartaginés  | 3 - 1      | Herediano    | "Fello" Meza     | 31 de agosto     | 20:00      |
| Puntarenas  | 1 - 1      | Saprissa     | Ricardo Saprissa | 7 de septiembre  | 20:30      |
| México      | 1 - 0      | Turrialba    | Ricardo Saprissa | 11 de septiembre | 11:00      |

| Jornada 30   | Jornada 30 | Jornada 30 | Jornada 30        | Jornada 30       | Jornada 30 |
| Local        | Resultado  | Visitante  | Estadio           | Fecha            | Hora       |
| ------------ | ---------- | ---------- | ----------------- | ---------------- | ---------- |
| Universidad  | 1 - 2      | Herediano  | Nacional          | 31 de julio      | 11:00      |
| Saprissa     | 3 - 0      | Ramonense  | Ricardo Saprissa  | 21 de agosto     | 11:00      |
| Guanacasteca | 1 - 1      | Limonense  | Edgardo Baltodano | 11 de septiembre | 11:00      |
| Alajuelense  | 1 - 0      | Cartaginés | Morera Soto       | 11 de septiembre | 11:00      |
| Puntarenas   | 2 - 1      | México     | "Lito" Pérez      | 25 de septiembre | 11:00      |

| Jornada 31  | Jornada 31 | Jornada 31  | Jornada 31       | Jornada 31       | Jornada 31 |
| Local       | Resultado  | Visitante   | Estadio          | Fecha            | Hora       |
| ----------- | ---------- | ----------- | ---------------- | ---------------- | ---------- |
| Ramonense   | 1 - 1      | Cartaginés  | Guillermo Vargas | 14 de agosto     | 11:00      |
| Puntarenas  | 4 - 0      | Limonense   | "Lito" Pérez     | 21 de agosto     | 11:00      |
| Herediano   | 2 - 0      | Turrialba   | Rosabal Cordero  | 15 de septiembre | 12:00      |
| Saprissa    | 2 - 2      | México      | Ricardo Saprissa | 18 de septiembre | 11:00      |
| Alajuelense | 3 - 1      | Universidad | Morera Soto      | 21 de septiembre | 20:00      |

| Jornada 32 | Jornada 32 | Jornada 32   | Jornada 32       | Jornada 32       | Jornada 32 |
| Local      | Resultado  | Visitante    | Estadio          | Fecha            | Hora       |
| ---------- | ---------- | ------------ | ---------------- | ---------------- | ---------- |
| Puntarenas | 2 - 1      | Universidad  | "Lito" Pérez     | 7 de agosto      | 11:00      |
| Limonense  | 2 - 0      | México       | Juan Gobán       | 14 de agosto     | 11:00      |
| Cartaginés | 4 - 1      | Turrialba    | "Fello" Meza     | 24 de agosto     | 20:00      |
| Herediano  | 0 - 0      | Saprissa     | Rosabal Cordero  | 11 de septiembre | 11:00      |
| Ramonense  | 1 - 1      | Guanacasteca | Guillermo Vargas | 15 de septiembre | 12:00      |

| Jornada 33   | Jornada 33 | Jornada 33  | Jornada 33       | Jornada 33       | Jornada 33 |
| Local        | Resultado  | Visitante   | Estadio          | Fecha            | Hora       |
| ------------ | ---------- | ----------- | ---------------- | ---------------- | ---------- |
| Cartaginés   | 1 - 0      | México      | "Fello" Meza     | 21 de agosto     | 11:00      |
| Ramonense    | 1 - 0      | Universidad | Guillermo Vargas | 11 de septiembre | 11:00      |
| Limonense    | 2 - 1      | Herediano   | Juan Gobán       | 18 de septiembre | 11:00      |
| Guanacasteca | 1 - 1      | Alajuelense | Morera Soto      | 18 de septiembre | 11:00      |
| Turrialba    | 1 - 1      | Puntarenas  | Rafael Camacho   | 18 de septiembre | 11:00      |

| Jornada 34 | Jornada 34 | Jornada 34   | Jornada 34       | Jornada 34       | Jornada 34 |
| Local      | Resultado  | Visitante    | Estadio          | Fecha            | Hora       |
| ---------- | ---------- | ------------ | ---------------- | ---------------- | ---------- |
| Ramonense  | 0 - 3      | Alajuelense  | Nacional         | 25 de septiembre | 11:00      |
| Puntarenas | 2 - 3      | Guanacasteca | "Lito" Pérez     | 12 de octubre    | 12:00      |
| Herediano  | 0 - 2      | México       | Rosabal Cordero  | 3 de noviembre   | 20:00      |
| Limonense  | 3 - 1      | Universidad  | Juan Gobán       | 13 de noviembre  | 11:00      |
| Turrialba  | 1 - 2      | Saprissa     | Ricardo Saprissa | 20 de noviembre  | 11:00      |

| Jornada 35   | Jornada 35 | Jornada 35 | Jornada 35      | Jornada 35     | Jornada 35 |
| Local        | Resultado  | Visitante  | Estadio         | Fecha          | Hora       |
| ------------ | ---------- | ---------- | --------------- | -------------- | ---------- |
| Alajuelense  | 4 - 0      | México     | Morera Soto     | 2 de octubre   | 11:00      |
| Guanacasteca | 0 - 1      | Turrialba  | Chorotega       | 2 de octubre   | 11:00      |
| Limonense    | 1 - 1      | Ramonense  | Juan Gobán      | 2 de octubre   | 11:00      |
| Cartaginés   | 4 - 0      | Saprissa   | "Fello" Meza    | 6 de noviembre | 11:00      |
| Puntarenas   | 1 - 2      | Herediano  | Rosabal Cordero | 6 de noviembre | 11:00      |

| Jornada 36 | Jornada 36 | Jornada 36   | Jornada 36       | Jornada 36      | Jornada 36 |
| Local      | Resultado  | Visitante    | Estadio          | Fecha           | Hora       |
| ---------- | ---------- | ------------ | ---------------- | --------------- | ---------- |
| Puntarenas | 0 - 2      | Alajuelense  | "Lito" Pérez     | 9 de octubre    | 11:00      |
| Cartaginés | 1 - 0      | Limonense    | "Fello" Meza     | 9 de octubre    | 11:00      |
| Turrialba  | 3 - 1      | Universidad  | Rafael Camacho   | 9 de octubre    | 11:00      |
| Ramonense  | 0 - 1      | Herediano    | Guillermo Vargas | 23 de octubre   | 11:00      |
| Saprissa   | 1 - 3      | Guanacasteca | Ricardo Saprissa | 27 de noviembre | 11:00      |

| Jornada 37   | Jornada 37 | Jornada 37 | Jornada 37       | Jornada 37      | Jornada 37 |
| Local        | Resultado  | Visitante  | Estadio          | Fecha           | Hora       |
| ------------ | ---------- | ---------- | ---------------- | --------------- | ---------- |
| Cartaginés   | 2 - 1      | Puntarenas | "Fello" Meza     | 5 de octubre    | 20:00      |
| Universidad  | 1 - 2      | Saprissa   | Nacional         | 16 de octubre   | 11:00      |
| Ramonense    | 1 - 1      | México     | Guillermo Vargas | 16 de octubre   | 11:00      |
| Guanacasteca | 2 - 1      | Herediano  | Chorotega        | 16 de octubre   | 11:00      |
| Alajuelense  | 3 - 0      | Turrialba  | Morera Soto      | 27 de noviembre | 20:00      |

| Jornada 38 | Jornada 38 | Jornada 38   | Jornada 38       | Jornada 38      | Jornada 38 |
| Local      | Resultado  | Visitante    | Estadio          | Fecha           | Hora       |
| ---------- | ---------- | ------------ | ---------------- | --------------- | ---------- |
| Puntarenas | 0 - 1      | Ramonense    | "Lito" Pérez     | 19 de octubre   | 20:00      |
| Cartaginés | 1 - 0      | Guanacasteca | "Fello" Meza     | 19 de octubre   | 20:00      |
| Turrialba  | 0 - 0      | Limonense    | Ricardo Saprissa | 23 de octubre   | 09:00      |
| Saprissa   | 0 - 0      | Alajuelense  | Ricardo Saprissa | 23 de octubre   | 11:00      |
| México     | 0 - 1      | Universidad  | Rosabal Cordero  | 27 de noviembre | 09:00      |

| Jornada 39   | Jornada 39 | Jornada 39 | Jornada 39       | Jornada 39     | Jornada 39 |
| Local        | Resultado  | Visitante  | Estadio          | Fecha          | Hora       |
| ------------ | ---------- | ---------- | ---------------- | -------------- | ---------- |
| Guanacasteca | 2 - 1      | México     | Chorotega        | 9 de octubre   | 11:00      |
| Universidad  | 1 - 4      | Cartaginés | "Fello" Meza     | 30 de octubre  | 11:00      |
| Alajuelense  | 1 - 0      | Herediano  | Morera Soto      | 30 de octubre  | 11:00      |
| Ramonense    | 2 - 0      | Turrialba  | Guillermo Vargas | 30 de octubre  | 11:00      |
| Limonense    | 0 - 2      | Saprissa   | Ricardo Saprissa | 9 de noviembre | 20:00      |

| Jornada 40   | Jornada 40 | Jornada 40  | Jornada 40       | Jornada 40      | Jornada 40 |
| Local        | Resultado  | Visitante   | Estadio          | Fecha           | Hora       |
| ------------ | ---------- | ----------- | ---------------- | --------------- | ---------- |
| Guanacasteca | 1 - 3      | Universidad | Chorotega        | 23 de octubre   | 11:00      |
| Saprissa     | 5 - 1      | Puntarenas  | Ricardo Saprissa | 3 de noviembre  | 20:00      |
| Turrialba    | 2 - 6      | México      | "Fello" Meza     | 6 de noviembre  | 09:00      |
| Limonense    | 0 - 3      | Alajuelense | Morera Soto      | 6 de noviembre  | 11:00      |
| Herediano    | 1 - 1      | Cartaginés  | Rosabal Cordero  | 27 de noviembre | 11:00      |

| Jornada 41   | Jornada 41 | Jornada 41  | Jornada 41       | Jornada 41       | Jornada 41 |
| Local        | Resultado  | Visitante   | Estadio          | Fecha            | Hora       |
| ------------ | ---------- | ----------- | ---------------- | ---------------- | ---------- |
| Herediano    | 5 - 1      | Universidad | Rosabal Cordero  | 25 de septiembre | 11:00      |
| Guanacasteca | 3 - 0      | Limonense   | Morera Soto      | 25 de septiembre | 11:00      |
| Ramonense    | 0 - 3      | Saprissa    | Nacional         | 9 de octubre     | 09:30      |
| México       | 3 - 0      | Puntarenas  | Ricardo Saprissa | 30 de octubre    | 09:30      |
| Cartaginés   | 2 - 0      | Alajuelense | "Fello" Meza     | 9 de noviembre   | 20:00      |

| Jornada 42  | Jornada 42 | Jornada 42  | Jornada 42       | Jornada 42      | Jornada 42 |
| Local       | Resultado  | Visitante   | Estadio          | Fecha           | Hora       |
| ----------- | ---------- | ----------- | ---------------- | --------------- | ---------- |
| Universidad | 0 - 2      | Alajuelense | Morera Soto      | 26 de octubre   | 20:00      |
| Turrialba   | 1 - 3      | Herediano   | Rosabal Cordero  | 13 de noviembre | 11:00      |
| Cartaginés  | 0 - 0      | Ramonense   | "Fello" Meza     | 13 de noviembre | 11:00      |
| México      | 1 - 1      | Saprissa    | Ricardo Saprissa | 16 de noviembre | 20:00      |
| Limonense   | 2 - 1      | Puntarenas  | Juan Gobán       | 20 de noviembre | 11:00      |

| Jornada 43   | Jornada 43 | Jornada 43 | Jornada 43       | Jornada 43      | Jornada 43 |
| Local        | Resultado  | Visitante  | Estadio          | Fecha           | Hora       |
| ------------ | ---------- | ---------- | ---------------- | --------------- | ---------- |
| Universidad  | 3 - 1      | Puntarenas | Nacional         | 2 de octubre    | 11:00      |
| México       | 2 - 0      | Limonense  | Ricardo Saprissa | 12 de octubre   | 12:00      |
| Turrialba    | 0 - 2      | Cartaginés | Rafael Camacho   | 16 de octubre   | 11:00      |
| Guanacasteca | 3 - 0      | Ramonense  | Chorotega        | 20 de noviembre | 11:00      |
| Saprissa     | 2 - 0      | Herediano  | Ricardo Saprissa | 23 de noviembre | 20:30      |

| Jornada 44  | Jornada 44 | Jornada 44   | Jornada 44      | Jornada 44      | Jornada 44 |
| Local       | Resultado  | Visitante    | Estadio         | Fecha           | Hora       |
| ----------- | ---------- | ------------ | --------------- | --------------- | ---------- |
| Herediano   | 2 - 0      | Limonense    | Rosabal Cordero | 26 de octubre   | 20:00      |
| Universidad | 3 - 0      | Ramonense    | Rosabal Cordero | 6 de noviembre  | 09:00      |
| Alajuelense | 2 - 1      | Guanacasteca | Morera Soto     | 13 de noviembre | 11:00      |
| México      | 1 - 1      | Cartaginés   | Nacional        | 20 de noviembre | 11:00      |
| Puntarenas  | No se jugó | Turrialba    | Rosabal Cordero | 30 de noviembre | 20:00      |

## Segunda fase

### Pentagonal por el título
| Pos. | Equipo             | Pts. | PJ | G | E | P | GF | GC | Dif. | Notas                     |
| ---- | ------------------ | ---- | -- | - | - | - | -- | -- | ---- | ------------------------- |
| 1    | Deportivo Saprissa | 13   | 8  | 5 | 3 | 0 | 15 | 3  | +12  | Clasifica a la gran final |
| 2    | C. S. Herediano    | 11   | 8  | 4 | 3 | 1 | 9  | 6  | +3   |                           |
| 3    | C. S. Cartaginés   | 8    | 8  | 3 | 2 | 3 | 8  | 9  | −1   |                           |
| 4    | Deportivo México   | 4    | 8  | 1 | 2 | 5 | 3  | 10 | −7   |                           |
| 5    | L. D. Alajuelense  | 4    | 8  | 1 | 2 | 5 | 1  | 8  | −7   |                           |

 Fuente: La República
Criterios de clasificación: Puntos · Diferencia de goles · Goles a favor

### Heptagonal del no descenso
| Pos. | Equipo                    | Pts. | PJ | G | E | P | GF | GC | Dif. | Notas                 |
| ---- | ------------------------- | ---- | -- | - | - | - | -- | -- | ---- | --------------------- |
| 1    | A. D. Ramonense           | 14   | 12 | 6 | 2 | 4 | 13 | 10 | +3   |                       |
| 2    | Municipal Puntarenas      | 13   | 12 | 4 | 5 | 3 | 18 | 11 | +7   |                       |
| 3    | A. D. Guanacasteca        | 13   | 12 | 5 | 3 | 4 | 13 | 11 | +2   |                       |
| 4    | A. D. Limonense           | 12   | 12 | 4 | 4 | 4 | 17 | 13 | +4   |                       |
| 5    | Municipal Turrialba       | 12   | 12 | 5 | 2 | 5 | 17 | 15 | +2   | Descenso de categoría |
| 6    | A. D. San Carlos          | 12   | 12 | 3 | 6 | 3 | 11 | 15 | −4   | Descenso de categoría |
| 7    | Universidad de Costa Rica | 8    | 12 | 2 | 4 | 6 | 10 | 24 | −14  | Descenso de categoría |

 Fuente: La República
Criterios de clasificación: Puntos · Diferencia de goles · Goles a favor

### Resultados
Los horarios corresponden al tiempo de Costa Rica (UTC-6).
| Jornada 1   | Jornada 1 | Jornada 1  | Jornada 1 | Jornada 1      | Jornada 1 |
| Local       | Resultado | Visitante  | Estadio   | Fecha          | Hora      |
| ----------- | --------- | ---------- | --------- | -------------- | --------- |
| Alajuelense | 0 - 0     | México     | Nacional  | 4 de diciembre | 11:00     |
| Herediano   | 1 - 1     | Cartaginés | Nacional  | 6 de diciembre | 20:00     |

| Jornada 2 | Jornada 2 | Jornada 2   | Jornada 2        | Jornada 2       | Jornada 2 |
| Local     | Resultado | Visitante   | Estadio          | Fecha           | Hora      |
| --------- | --------- | ----------- | ---------------- | --------------- | --------- |
| Saprissa  | 0 - 0     | Alajuelense | Ricardo Saprissa | 8 de diciembre  | 20:00     |
| México    | 0 - 2     | Herediano   | Ricardo Saprissa | 11 de diciembre | 11:00     |

| Jornada 3  | Jornada 3 | Jornada 3   | Jornada 3    | Jornada 3       | Jornada 3 |
| Local      | Resultado | Visitante   | Estadio      | Fecha           | Hora      |
| ---------- | --------- | ----------- | ------------ | --------------- | --------- |
| Herediano  | 1 - 0     | Alajuelense | Nacional     | 14 de diciembre | 20:00     |
| Cartaginés | 0 - 2     | Saprissa    | "Fello" Meza | 15 de diciembre | 20:00     |

| Jornada 4   | Jornada 4 | Jornada 4  | Jornada 4        | Jornada 4       | Jornada 4 |
| Local       | Resultado | Visitante  | Estadio          | Fecha           | Hora      |
| ----------- | --------- | ---------- | ---------------- | --------------- | --------- |
| Alajuelense | 1 - 0     | Cartaginés | Nacional         | 18 de diciembre | 15:00     |
| México      | 0 - 1     | Saprissa   | Ricardo Saprissa | 25 de diciembre | 15:00     |

| Jornada 5  | Jornada 5 | Jornada 5 | Jornada 5        | Jornada 5       | Jornada 5 |
| Local      | Resultado | Visitante | Estadio          | Fecha           | Hora      |
| ---------- | --------- | --------- | ---------------- | --------------- | --------- |
| Saprissa   | 1 - 1     | Herediano | Ricardo Saprissa | 28 de diciembre | 20:00     |
| Cartaginés | 1 - 0     | México    | "Fello" Meza     | 29 de diciembre | 20:00     |

| Jornada 6   | Jornada 6 | Jornada 6 | Jornada 6 | Jornada 6  | Jornada 6 |
| Local       | Resultado | Visitante | Estadio   | Fecha      | Hora      |
| ----------- | --------- | --------- | --------- | ---------- | --------- |
| Herediano   | 1 - 0     | México    | Nacional  | 4 de enero | 20:00     |
| Alajuelense | 0 - 3     | Saprissa  | Nacional  | 5 de enero | 20:00     |

| Jornada 7  | Jornada 7 | Jornada 7   | Jornada 7        | Jornada 7   | Jornada 7 |
| Local      | Resultado | Visitante   | Estadio          | Fecha       | Hora      |
| ---------- | --------- | ----------- | ---------------- | ----------- | --------- |
| Cartaginés | 2 - 0     | Herediano   | "Fello" Meza     | 8 de enero  | 12:00     |
| México     | 1 - 0     | Alajuelense | Ricardo Saprissa | 10 de enero | 20:00     |

| Jornada 8   | Jornada 8 | Jornada 8  | Jornada 8        | Jornada 8   | Jornada 8 |
| Local       | Resultado | Visitante  | Estadio          | Fecha       | Hora      |
| ----------- | --------- | ---------- | ---------------- | ----------- | --------- |
| Alajuelense | 0 - 1     | Herediano  | Nacional         | 13 de enero | 20:00     |
| Saprissa    | 4 - 1     | Cartaginés | Ricardo Saprissa | 15 de enero | 11:00     |

| Jornada 9  | Jornada 9 | Jornada 9   | Jornada 9        | Jornada 9   | Jornada 9 |
| Local      | Resultado | Visitante   | Estadio          | Fecha       | Hora      |
| ---------- | --------- | ----------- | ---------------- | ----------- | --------- |
| Cartaginés | 2 - 0     | Alajuelense | "Fello" Meza     | 18 de enero | 20:00     |
| Saprissa   | 3 - 0     | México      | Ricardo Saprissa | 19 de enero | 20:00     |

| Jornada 10 | Jornada 10 | Jornada 10 | Jornada 10 | Jornada 10  | Jornada 10 |
| Local      | Resultado  | Visitante  | Estadio    | Fecha       | Hora       |
| ---------- | ---------- | ---------- | ---------- | ----------- | ---------- |
| México     | 1 - 1      | Cartaginés | Nacional   | 22 de enero | 09:30      |
| Herediano  | 1 - 1      | Saprissa   | Nacional   | 22 de enero | 11:30      |

| Jornada 1    | Jornada 1 | Jornada 1   | Jornada 1     | Jornada 1      | Jornada 1 |
| Local        | Resultado | Visitante   | Estadio       | Fecha          | Hora      |
| ------------ | --------- | ----------- | ------------- | -------------- | --------- |
| Guanacasteca | 3 - 1     | Universidad | Chorotega     | 4 de diciembre | 11:00     |
| Puntarenas   | 2 - 0     | Ramonense   | "Lito" Pérez  | 4 de diciembre | 11:00     |
| San Carlos   | 1 - 0     | Limonense   | Carlos Ugalde | 4 de diciembre | 11:00     |

| Jornada 2   | Jornada 2 | Jornada 2    | Jornada 2        | Jornada 2       | Jornada 2 |
| Local       | Resultado | Visitante    | Estadio          | Fecha           | Hora      |
| ----------- | --------- | ------------ | ---------------- | --------------- | --------- |
| Universidad | 1 - 4     | Turrialba    | Ricardo Saprissa | 11 de diciembre | 09:00     |
| Limonense   | 3 - 2     | Puntarenas   | Juan Gobán       | 11 de diciembre | 11:00     |
| Ramonense   | 0 - 1     | Guanacasteca | Guillermo Vargas | 11 de diciembre | 11:00     |

| Jornada 3    | Jornada 3 | Jornada 3  | Jornada 3      | Jornada 3       | Jornada 3 |
| Local        | Resultado | Visitante  | Estadio        | Fecha           | Hora      |
| ------------ | --------- | ---------- | -------------- | --------------- | --------- |
| Turrialba    | 2 - 2     | Ramonense  | Rafael Camacho | 18 de diciembre | 11:00     |
| Guanacasteca | 2 - 0     | Limonense  | Chorotega      | 18 de diciembre | 11:00     |
| Puntarenas   | 1 - 1     | San Carlos | "Lito" Pérez   | 18 de diciembre | 11:00     |

| Jornada 4  | Jornada 4 | Jornada 4    | Jornada 4        | Jornada 4  | Jornada 4 |
| Local      | Resultado | Visitante    | Estadio          | Fecha      | Hora      |
| ---------- | --------- | ------------ | ---------------- | ---------- | --------- |
| San Carlos | 0 - 0     | Guanacasteca | Carlos Ugalde    | 8 de enero | 11:00     |
| Limonense  | 2 - 1     | Turrialba    | Juan Gobán       | 8 de enero | 11:00     |
| Ramonense  | 2 - 0     | Universidad  | Guillermo Vargas | 8 de enero | 11:00     |

| Jornada 5    | Jornada 5 | Jornada 5  | Jornada 5        | Jornada 5   | Jornada 5 |
| Local        | Resultado | Visitante  | Estadio          | Fecha       | Hora      |
| ------------ | --------- | ---------- | ---------------- | ----------- | --------- |
| Universidad  | 0 - 0     | Limonense  | Ricardo Saprissa | 15 de enero | 09:00     |
| Turrialba    | 1 - 0     | San Carlos | Rafael Camacho   | 15 de enero | 11:00     |
| Guanacasteca | 1 - 0     | Puntarenas | Chorotega        | 15 de enero | 14:00     |

| Jornada 6  | Jornada 6 | Jornada 6   | Jornada 6     | Jornada 6   | Jornada 6 |
| Local      | Resultado | Visitante   | Estadio       | Fecha       | Hora      |
| ---------- | --------- | ----------- | ------------- | ----------- | --------- |
| Puntarenas | 3 - 1     | Turrialba   | "Lito" Pérez  | 22 de enero | 11:00     |
| San Carlos | 1 - 1     | Universidad | Carlos Ugalde | 22 de enero | 11:00     |
| Limonense  | 0 - 0     | Ramonense   | Juan Gobán    | 22 de enero | 11:00     |

| Jornada 7   | Jornada 7 | Jornada 7    | Jornada 7        | Jornada 7   | Jornada 7 |
| Local       | Resultado | Visitante    | Estadio          | Fecha       | Hora      |
| ----------- | --------- | ------------ | ---------------- | ----------- | --------- |
| Universidad | 1 - 1     | Puntarenas   | Ricardo Saprissa | 29 de enero | 09:00     |
| Ramonense   | 2 - 0     | San Carlos   | Guillermo Vargas | 29 de enero | 11:00     |
| Turrialba   | 0 - 1     | Guanacasteca | Rafael Camacho   | 29 de enero | 11:00     |

| Jornada 8   | Jornada 8 | Jornada 8    | Jornada 8        | Jornada 8     | Jornada 8 |
| Local       | Resultado | Visitante    | Estadio          | Fecha         | Hora      |
| ----------- | --------- | ------------ | ---------------- | ------------- | --------- |
| Universidad | 2 - 1     | Guanacasteca | Rosabal Cordero  | 12 de febrero | 11:00     |
| Ramonense   | 1 - 0     | Puntarenas   | Guillermo Vargas | 12 de febrero | 11:00     |
| Limonense   | 5 - 1     | San Carlos   | Juan Gobán       | 9 de abril    | 11:00     |

| Jornada 9    | Jornada 9 | Jornada 9   | Jornada 9      | Jornada 9     | Jornada 9 |
| Local        | Resultado | Visitante   | Estadio        | Fecha         | Hora      |
| ------------ | --------- | ----------- | -------------- | ------------- | --------- |
| Turrialba    | 2 - 0     | Universidad | Rafael Camacho | 19 de febrero | 11:00     |
| Puntarenas   | 1 - 1     | Limonense   | "Lito" Pérez   | 19 de febrero | 11:00     |
| Guanacasteca | 1 - 2     | Ramonense   | Chorotega      | 19 de febrero | 11:00     |

| Jornada 10 | Jornada 10 | Jornada 10   | Jornada 10       | Jornada 10    | Jornada 10 |
| Local      | Resultado  | Visitante    | Estadio          | Fecha         | Hora       |
| ---------- | ---------- | ------------ | ---------------- | ------------- | ---------- |
| Ramonense  | 1 - 0      | Turrialba    | Guillermo Vargas | 26 de febrero | 11:00      |
| Limonense  | 1 - 1      | Guanacasteca | Juan Gobán       | 26 de febrero | 11:00      |
| San Carlos | 1 - 1      | Puntarenas   | Carlos Ugalde    | 26 de febrero | 11:00      |

| Jornada 11   | Jornada 11 | Jornada 11 | Jornada 11      | Jornada 11 | Jornada 11 |
| Local        | Resultado  | Visitante  | Estadio         | Fecha      | Hora       |
| ------------ | ---------- | ---------- | --------------- | ---------- | ---------- |
| Guanacasteca | 1 - 1      | San Carlos | Chorotega       | 5 de marzo | 11:00      |
| Turrialba    | 2 - 1      | Limonense  | Rafael Camacho  | 5 de marzo | 11:00      |
| Universidad  | 2 - 1      | Ramonense  | Rosabal Cordero | 5 de marzo | 11:00      |

| Jornada 12 | Jornada 12 | Jornada 12   | Jornada 12    | Jornada 12  | Jornada 12 |
| Local      | Resultado  | Visitante    | Estadio       | Fecha       | Hora       |
| ---------- | ---------- | ------------ | ------------- | ----------- | ---------- |
| Limonense  | 4 - 1      | Universidad  | Juan Gobán    | 12 de marzo | 11:00      |
| San Carlos | 2 - 1      | Turrialba    | Carlos Ugalde | 12 de marzo | 11:00      |
| Puntarenas | 2 - 0      | Guanacasteca | "Lito" Pérez  | 12 de marzo | 11:00      |

| Jornada 13  | Jornada 13 | Jornada 13 | Jornada 13       | Jornada 13  | Jornada 13 |
| Local       | Resultado  | Visitante  | Estadio          | Fecha       | Hora       |
| ----------- | ---------- | ---------- | ---------------- | ----------- | ---------- |
| Turrialba   | 1 - 1      | Puntarenas | Rafael Camacho   | 19 de marzo | 11:00      |
| Universidad | 1 - 1      | San Carlos | Rosabal Cordero  | 19 de marzo | 11:00      |
| Ramonense   | 1 - 0      | Limonense  | Guillermo Vargas | 19 de marzo | 11:00      |

| Jornada 14   | Jornada 14 | Jornada 14  | Jornada 14    | Jornada 14 | Jornada 14 |
| Local        | Resultado  | Visitante   | Estadio       | Fecha      | Hora       |
| ------------ | ---------- | ----------- | ------------- | ---------- | ---------- |
| Guanacasteca | 1 - 2      | Turrialba   | "Lito" Pérez  | 2 de abril | 09:00      |
| Puntarenas   | 4 - 0      | Universidad | "Lito" Pérez  | 2 de abril | 11:00      |
| San Carlos   | 2 - 1      | Ramonense   | Carlos Ugalde | 2 de abril | 11:00      |

## Final
Disputaron la final el líder de la etapa de clasificación y el líder de la pentagonal.

### Saprissa vs. Cartaginés
| Ida; 25 de enero de 1978, 20:00 | C. S. Cartaginés | 0:0     | Deportivo Saprissa | Estadio "Fello" Meza, Cartago  |                                |
|                                 |                  | Reporte |                    | Árbitro(s): Luis Paulino Siles | Árbitro(s): Luis Paulino Siles |

| Vuelta; 29 de enero de 1978, 11:00 | Deportivo Saprissa                              | 2:0 (0:0) | C. S. Cartaginés | Estadio Ricardo Saprissa, Tibás                                |                                                                |
|                                    | - Miguel Ángel Mansilla 55' - Nelson Bastos 60' | Reporte   |                  | Asistencia: 16 694 espectadores Árbitro(s): José Luis Valverde | Asistencia: 16 694 espectadores Árbitro(s): José Luis Valverde |

#### Final - ida
| -     | POR   | Rodolfo Álvarez        |  |
|       | DEF   | Fernando Solano Poveda |  |
|       | DEF   | Walter Elizondo        |  |
|       | DEF   | Alfonso Brenes         |  |
|       | DEF   | Mario Esquivel         |  |
|       | MED   | Giovanni Alfaro        |  |
|       | MED   | Ricardo Carreño        |  |
|       | MED   | Luis Zapata            |  |
|       | MED   | Alfredo Piedra         |  |
|       | DEL   | Carlos Solano          |  |
|       | DEL   | Carlos Alvarado        |  |
| D. T. | D. T. | Walter Elizondo        |  |

| -     | POR   | Marco Antonio Rojas   |                       |
|       | DEF   | Nelson Bastos         |                       |
|       | DEF   | Bolívar Quirós        |                       |
|       | DEF   | Carlos Luis García    |                       |
|       | DEF   | Wilberth Barquero     |                       |
|       | MED   | Mario Arce            |                       |
|       | MED   | Hernán Morales        |                       |
|       | MED   | Gerardo Ureña         |                       |
|       | MED   | Francisco Hernández   |                       |
|       | DEL   | Miguel Ángel Mansilla |                       |
|       | DEL   | Gerardo Solano        | Salió a los ' minutos |
| D. T. | D. T. | Jozef Karel           |                       |

| - | DEL | Édgar Marín | Entró a los ' minutos |

| Principal  | Luis Paulino Siles |
| Asistentes | José A. Rizzo      |
|            | Fernando Song      |

| -     | POR   | Rodolfo Álvarez        |  |
|       | DEF   | Fernando Solano Poveda |  |
|       | DEF   | Walter Elizondo        |  |
|       | DEF   | Alfonso Brenes         |  |
|       | DEF   | Mario Esquivel         |  |
|       | MED   | Giovanni Alfaro        |  |
|       | MED   | Ricardo Carreño        |  |
|       | MED   | Luis Zapata            |  |
|       | MED   | Alfredo Piedra         |  |
|       | DEL   | Carlos Solano          |  |
|       | DEL   | Carlos Alvarado        |  |
| D. T. | D. T. | Walter Elizondo        |  |

| -     | POR   | Marco Antonio Rojas   |                       |
|       | DEF   | Nelson Bastos         |                       |
|       | DEF   | Bolívar Quirós        |                       |
|       | DEF   | Carlos Luis García    |                       |
|       | DEF   | Wilberth Barquero     |                       |
|       | MED   | Mario Arce            |                       |
|       | MED   | Hernán Morales        |                       |
|       | MED   | Gerardo Ureña         |                       |
|       | MED   | Francisco Hernández   |                       |
|       | DEL   | Miguel Ángel Mansilla |                       |
|       | DEL   | Gerardo Solano        | Salió a los ' minutos |
| D. T. | D. T. | Jozef Karel           |                       |

| - | DEL | Édgar Marín | Entró a los ' minutos |

| Principal  | Luis Paulino Siles |
| Asistentes | José A. Rizzo      |
|            | Fernando Song      |

| -     | POR   | Rodolfo Álvarez        |  |
|       | DEF   | Fernando Solano Poveda |  |
|       | DEF   | Walter Elizondo        |  |
|       | DEF   | Alfonso Brenes         |  |
|       | DEF   | Mario Esquivel         |  |
|       | MED   | Giovanni Alfaro        |  |
|       | MED   | Ricardo Carreño        |  |
|       | MED   | Luis Zapata            |  |
|       | MED   | Alfredo Piedra         |  |
|       | DEL   | Carlos Solano          |  |
|       | DEL   | Carlos Alvarado        |  |
| D. T. | D. T. | Walter Elizondo        |  |

| -     | POR   | Marco Antonio Rojas   |                       |
|       | DEF   | Nelson Bastos         |                       |
|       | DEF   | Bolívar Quirós        |                       |
|       | DEF   | Carlos Luis García    |                       |
|       | DEF   | Wilberth Barquero     |                       |
|       | MED   | Mario Arce            |                       |
|       | MED   | Hernán Morales        |                       |
|       | MED   | Gerardo Ureña         |                       |
|       | MED   | Francisco Hernández   |                       |
|       | DEL   | Miguel Ángel Mansilla |                       |
|       | DEL   | Gerardo Solano        | Salió a los ' minutos |
| D. T. | D. T. | Jozef Karel           |                       |

| - | DEL | Édgar Marín | Entró a los ' minutos |

| Principal  | Luis Paulino Siles |
| Asistentes | José A. Rizzo      |
|            | Fernando Song      |

| -     | POR   | Rodolfo Álvarez        |  |
|       | DEF   | Fernando Solano Poveda |  |
|       | DEF   | Walter Elizondo        |  |
|       | DEF   | Alfonso Brenes         |  |
|       | DEF   | Mario Esquivel         |  |
|       | MED   | Giovanni Alfaro        |  |
|       | MED   | Ricardo Carreño        |  |
|       | MED   | Luis Zapata            |  |
|       | MED   | Alfredo Piedra         |  |
|       | DEL   | Carlos Solano          |  |
|       | DEL   | Carlos Alvarado        |  |
| D. T. | D. T. | Walter Elizondo        |  |

| -     | POR   | Marco Antonio Rojas   |                       |
|       | DEF   | Nelson Bastos         |                       |
|       | DEF   | Bolívar Quirós        |                       |
|       | DEF   | Carlos Luis García    |                       |
|       | DEF   | Wilberth Barquero     |                       |
|       | MED   | Mario Arce            |                       |
|       | MED   | Hernán Morales        |                       |
|       | MED   | Gerardo Ureña         |                       |
|       | MED   | Francisco Hernández   |                       |
|       | DEL   | Miguel Ángel Mansilla |                       |
|       | DEL   | Gerardo Solano        | Salió a los ' minutos |
| D. T. | D. T. | Jozef Karel           |                       |

| - | DEL | Édgar Marín | Entró a los ' minutos |

| Principal  | Luis Paulino Siles |
| Asistentes | José A. Rizzo      |
|            | Fernando Song      |

#### Final - vuelta
| -     | POR   | Marco Antonio Rojas   |     |
|       | DEF   | Nelson Bastos         |     |
|       | DEF   | Carlos Luis García    |     |
|       | DEF   | Bolívar Quirós        |     |
|       | DEF   | Wilberth Barquero     |     |
|       | MED   | Gerardo Ureña         |     |
|       | MED   | Mario Arce            |     |
|       | MED   | Hernán Morales        |     |
|       | MED   | Francisco Hernández   | 86' |
|       | DEL   | Miguel Ángel Mansilla | 86' |
|       | DEL   | Gerardo Solano        |     |
| D. T. | D. T. | Jozef Karel           |     |

| -     | POR   | Rodolfo Álvarez        |     |
|       | DEF   | Fernando Solano Poveda |     |
|       | DEF   | Walter Elizondo        |     |
|       | DEF   | Alfonso Brenes         |     |
|       | DEF   | Mario Esquivel         |     |
|       | MED   | Giovanni Alfaro        |     |
|       | MED   | Ricardo Carreño        |     |
|       | MED   | Luis Ramírez           |     |
|       | MED   | Alfredo Piedra         | 56' |
|       | DEL   | Carlos Solano          |     |
|       | DEL   | Carlos Alvarado        | 56' |
| D. T. | D. T. | Wálter Elizondo        |     |

| - | DEL | Édgar Marín  | 86'                   |
|   | DEL | Emilio Valle | 86'                   |
|   | DEL | Rubén Schroh | Entró a los ' minutos |

| - | DEL | Walford Vaughns  | 56' |
|   | DEL | Leonel Hernández | 56' |

| 55' · 60' | Miguel Ángel Mansilla Nelson Bastos | 1:0 2:0 |

| Principal  | José Luis Valverde |
| Asistentes | Luis Alberto Rojas |
|            | Boanarges Mora     |

| -     | POR   | Marco Antonio Rojas   |     |
|       | DEF   | Nelson Bastos         |     |
|       | DEF   | Carlos Luis García    |     |
|       | DEF   | Bolívar Quirós        |     |
|       | DEF   | Wilberth Barquero     |     |
|       | MED   | Gerardo Ureña         |     |
|       | MED   | Mario Arce            |     |
|       | MED   | Hernán Morales        |     |
|       | MED   | Francisco Hernández   | 86' |
|       | DEL   | Miguel Ángel Mansilla | 86' |
|       | DEL   | Gerardo Solano        |     |
| D. T. | D. T. | Jozef Karel           |     |

| -     | POR   | Rodolfo Álvarez        |     |
|       | DEF   | Fernando Solano Poveda |     |
|       | DEF   | Walter Elizondo        |     |
|       | DEF   | Alfonso Brenes         |     |
|       | DEF   | Mario Esquivel         |     |
|       | MED   | Giovanni Alfaro        |     |
|       | MED   | Ricardo Carreño        |     |
|       | MED   | Luis Ramírez           |     |
|       | MED   | Alfredo Piedra         | 56' |
|       | DEL   | Carlos Solano          |     |
|       | DEL   | Carlos Alvarado        | 56' |
| D. T. | D. T. | Wálter Elizondo        |     |

| - | DEL | Édgar Marín  | 86'                   |
|   | DEL | Emilio Valle | 86'                   |
|   | DEL | Rubén Schroh | Entró a los ' minutos |

| - | DEL | Walford Vaughns  | 56' |
|   | DEL | Leonel Hernández | 56' |

| 55' · 60' | Miguel Ángel Mansilla Nelson Bastos | 1:0 2:0 |

| Principal  | José Luis Valverde |
| Asistentes | Luis Alberto Rojas |
|            | Boanarges Mora     |

| -     | POR   | Marco Antonio Rojas   |     |
|       | DEF   | Nelson Bastos         |     |
|       | DEF   | Carlos Luis García    |     |
|       | DEF   | Bolívar Quirós        |     |
|       | DEF   | Wilberth Barquero     |     |
|       | MED   | Gerardo Ureña         |     |
|       | MED   | Mario Arce            |     |
|       | MED   | Hernán Morales        |     |
|       | MED   | Francisco Hernández   | 86' |
|       | DEL   | Miguel Ángel Mansilla | 86' |
|       | DEL   | Gerardo Solano        |     |
| D. T. | D. T. | Jozef Karel           |     |

| -     | POR   | Rodolfo Álvarez        |     |
|       | DEF   | Fernando Solano Poveda |     |
|       | DEF   | Walter Elizondo        |     |
|       | DEF   | Alfonso Brenes         |     |
|       | DEF   | Mario Esquivel         |     |
|       | MED   | Giovanni Alfaro        |     |
|       | MED   | Ricardo Carreño        |     |
|       | MED   | Luis Ramírez           |     |
|       | MED   | Alfredo Piedra         | 56' |
|       | DEL   | Carlos Solano          |     |
|       | DEL   | Carlos Alvarado        | 56' |
| D. T. | D. T. | Wálter Elizondo        |     |

| - | DEL | Édgar Marín  | 86'                   |
|   | DEL | Emilio Valle | 86'                   |
|   | DEL | Rubén Schroh | Entró a los ' minutos |

| - | DEL | Walford Vaughns  | 56' |
|   | DEL | Leonel Hernández | 56' |

| 55' · 60' | Miguel Ángel Mansilla Nelson Bastos | 1:0 2:0 |

| Principal  | José Luis Valverde |
| Asistentes | Luis Alberto Rojas |
|            | Boanarges Mora     |

| -     | POR   | Marco Antonio Rojas   |     |
|       | DEF   | Nelson Bastos         |     |
|       | DEF   | Carlos Luis García    |     |
|       | DEF   | Bolívar Quirós        |     |
|       | DEF   | Wilberth Barquero     |     |
|       | MED   | Gerardo Ureña         |     |
|       | MED   | Mario Arce            |     |
|       | MED   | Hernán Morales        |     |
|       | MED   | Francisco Hernández   | 86' |
|       | DEL   | Miguel Ángel Mansilla | 86' |
|       | DEL   | Gerardo Solano        |     |
| D. T. | D. T. | Jozef Karel           |     |

| -     | POR   | Rodolfo Álvarez        |     |
|       | DEF   | Fernando Solano Poveda |     |
|       | DEF   | Walter Elizondo        |     |
|       | DEF   | Alfonso Brenes         |     |
|       | DEF   | Mario Esquivel         |     |
|       | MED   | Giovanni Alfaro        |     |
|       | MED   | Ricardo Carreño        |     |
|       | MED   | Luis Ramírez           |     |
|       | MED   | Alfredo Piedra         | 56' |
|       | DEL   | Carlos Solano          |     |
|       | DEL   | Carlos Alvarado        | 56' |
| D. T. | D. T. | Wálter Elizondo        |     |

| - | DEL | Édgar Marín  | 86'                   |
|   | DEL | Emilio Valle | 86'                   |
|   | DEL | Rubén Schroh | Entró a los ' minutos |

| - | DEL | Walford Vaughns  | 56' |
|   | DEL | Leonel Hernández | 56' |

| 55' · 60' | Miguel Ángel Mansilla Nelson Bastos | 1:0 2:0 |

| Principal  | José Luis Valverde |
| Asistentes | Luis Alberto Rojas |
|            | Boanarges Mora     |

|                                        |
|                                        |
| Campeón Deportivo Saprissa 15.º título |

## Estadísticas

### Tabla de goleadores
Lista con los máximos anotadores de la temporada.
| Pos. | Jugador           | Equipo       | Goles |
| ---- | ----------------- | ------------ | ----- |
| 1.º  | Miguel Mansilla   | Saprissa     | 25    |
| 2.º  | Carlos Solano     | Cartaginés   | 22    |
| 3.º  | Víctor Acuña      | Alajuelense  | 19    |
| 4.º  | Edwin Barley      | Universidad  | 18    |
| 5.º  | Fernando Montero  | Herediano    | 17    |
| =    | Gerardo Gutiérrez | Puntarenas   | 17    |
| 7.º  | Danilo Mora       | Turrialba    | 13    |
| 8.º  | Miguel Jiménez    | Turrialba    | 12    |
| =    | Mario Barrantes   | Alajuelense  | 12    |
| =    | Yarián Villegas   | Guanacasteca | 12    |